# Sabar Borház

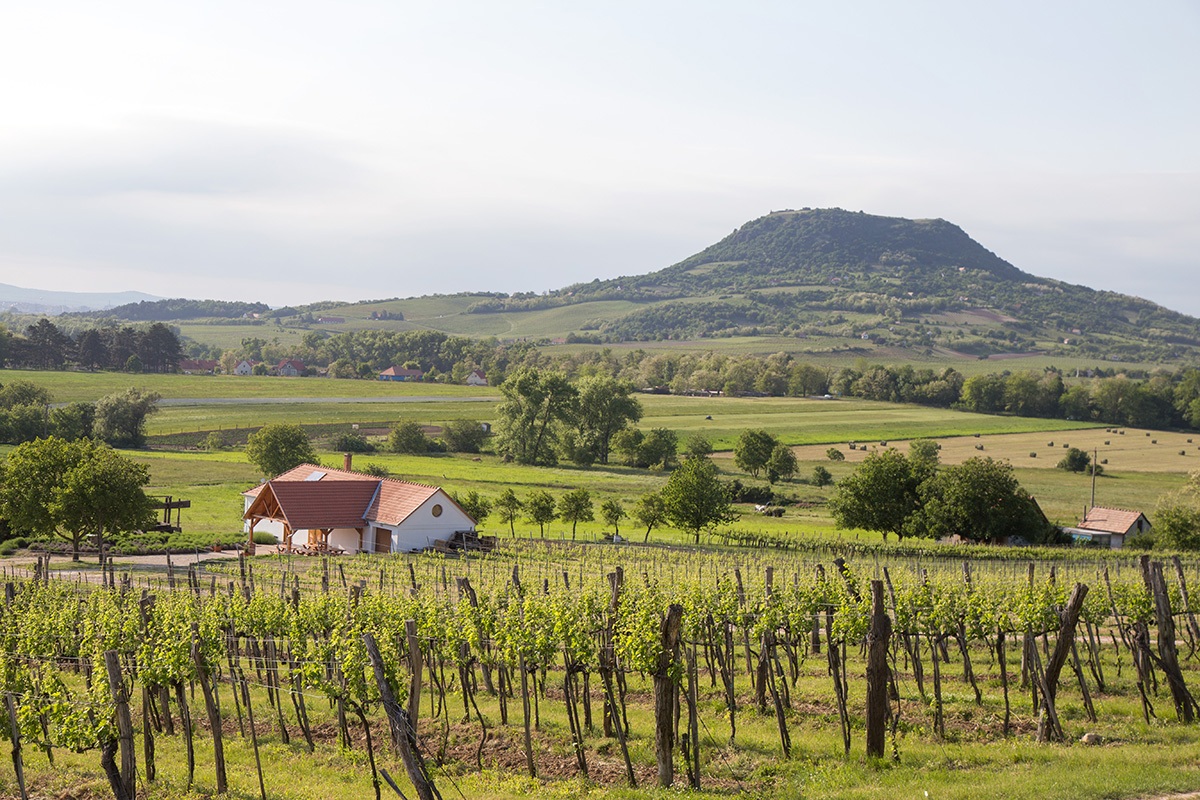

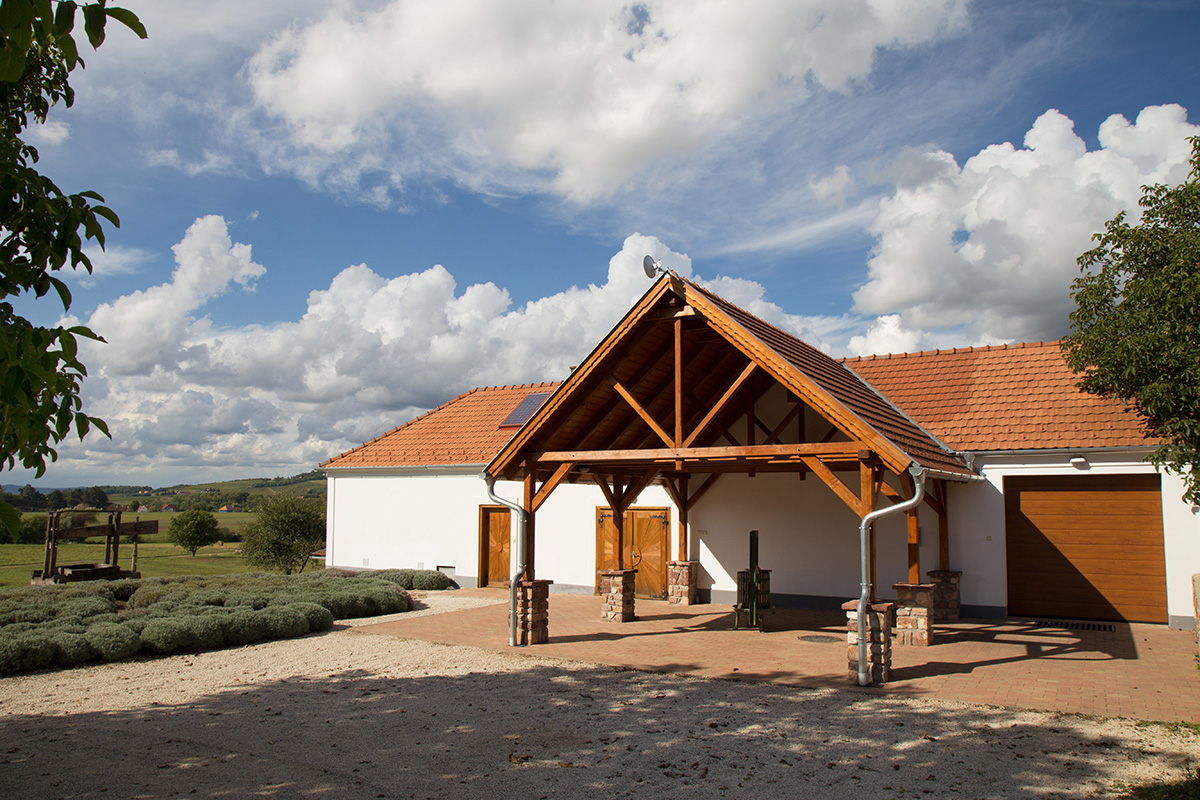

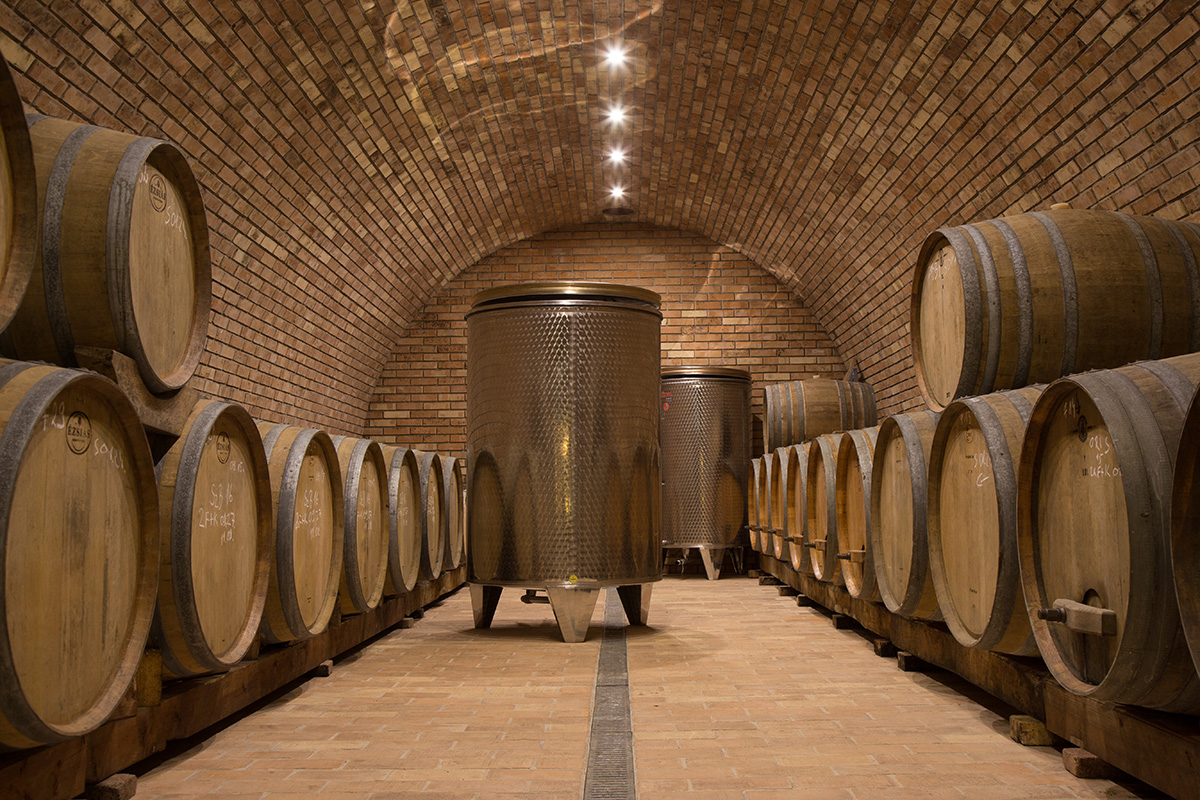

A Sabar Borház egy 2009-ben alapított borászat a badacsonyi borvidéken.

## Birtok
A borászat 6 ha saját területen gazdálkodik. A szőlőültetvények nagyrészt a Káptalantóti község határában fekvő Sabar-hegy lábánál találhatóak.
A borászathoz tartozó pinceépület a Sabar-hegy nyugati lejtőjénél fekszik. Az épület 1937-ben épült, 2010-ben felújításra került, majd 2013-ban újabb pinceággal és kóstolóterasszal bővült. A borászat saját vinotékával rendelkezik Káptalantóti községben, ahol kizárólag saját készítésű boraikat árusítják.

## Felhasznált szőlőfajták
Kis tételszámú, a termőhelyet jól tükröző, magas minőségű fajtaborokat készítenek, a borvidékre jellemzően alapvetően fehér fajtákból. Fő fajtáik az olaszrizling, rajnai rizling, szürkebarát és kimondottan a badacsonyi régióra jellemző kéknyelű. Emellett  rozét is készítenek kékfrankosból, valamint cabernet alapú, könnyed gyümölcsös vörösbor is készül a pincében.  

## Borkészítés
A borok részben saját termesztésű, részben környékbeli gazdáktól vásárolt szőlőből készülnek. A borkészítés során a borok részben reduktív eljárással, acéltartályokban, részben pedig magyar, osztrák és francia tölgyfahordókban érlelődnek. A borászat évente mintegy 25.000 palack bort készít.
A szőlőmunkák során kíméletes eljárásokat alkalmaznak:  gyomirtót illetve rovarölő szert egyáltalán nem használnak, szükség szerint a gombabetegségek ellen védekeznek permetezéssel. 

## Kereskedelem
Boraik alapvetően a pincénél, valamint a Badacsonyi Borvidék és a Balatoni Régió vendéglátó helyein, budapesti és jelentősebb vidéki éttermekben és vinotékákban érhetők el, de szállítanak külföldi kereskedők számára is Belgiumba, Dániába, Szlovákiába és Tajvanra is.